# Megalagrion paludicola
Megalagrion paludicola là loài chuồn chuồn trong họ Coenagrionidae. Loài này được Maciolex & Howarth mô tả khoa học đầu tiên năm 1979.